# Waldemar Podgórski (reżyser)
Waldemar Podgórski (ur. 26 stycznia 1929 w Pabianicach, zm. 4 czerwca 2013 w Warszawie) – polski reżyser i scenarzysta.

## Życiorys
W 1954 r. ukończył studia na Wydziale Reżyserskim w Państwowej Wyższej Szkole Filmowej w Łodzi.

## Filmografia
reżyser
- Hasło Korn (1968)
- Południk zero (1970)
- Na krawędzi (1972)
- Pójdziesz ponad sadem (1974)
- Wesela nie będzie (1978)
- Karabiny (1981)
- Romans z intruzem (1984)
- Czarne Stopy (1986)

## Nagrody i nominacje
- 1974: nagroda na Koszalińskim Festiwalu Debiutów Filmowych "Młodzi i Film" za scenariusz filmu Pójdziesz ponad sadem
- 1976: nagroda w Santarém na MFF za film Pójdziesz ponad sadem